# Tauleta de maledicció

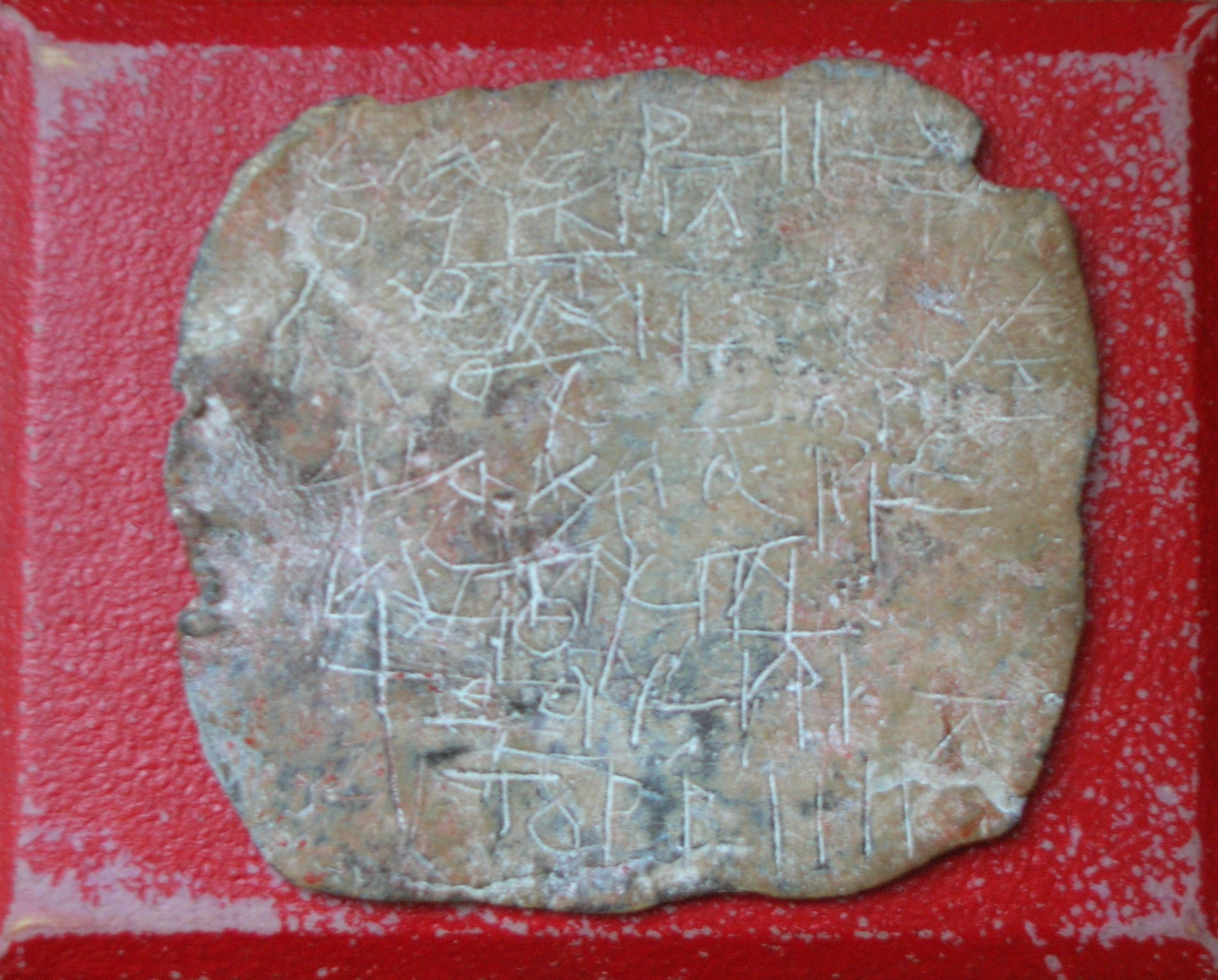
Tauleta de maledicció d'Eyguières

Al món grecoromà, una tauleta de maledicció (en llatí: defixio o defixionum tabella, i en grec: κατάδεσμος katádesmos) era un mitjà freqüent per maleir, pel qual algú demanava a un o més déus que en danyessin d'altres, sovint com a venjança. S'escrivien aquests textos en fines fulles de plom que posteriorment s'enrotllaven, doblegaven o clavaven. Aquestes tauletes es col·locaven normalment sota terra, ja fos enterrant-les en tombes, llençant-les en deus, pous o piscines, amagant-les en santuaris subterranis, o incrustant-les a les parets dels temples. També s'usaven per a fer conjurs d'amor, i l'enamorat les col·locava dins la casa de la persona estimada.
A vegades, s'han trobat al costat de ninotets o figuretes (dites erròniament ninots de vudú). Les figuretes s'assemblaven al subjecte al qual es volia fer la maledicció i sovint tenien lligats els peus i les mans. No totes les tauletes eren de plom, però sí la gran majoria de les que s'han trobat; també s'escrivien malediccions sobre papir, cera, fusta o altres materials mal·leables amb menor probabilitat de conservació i, per tant, de ser trobats en una excavació arqueològica.

## Descripció

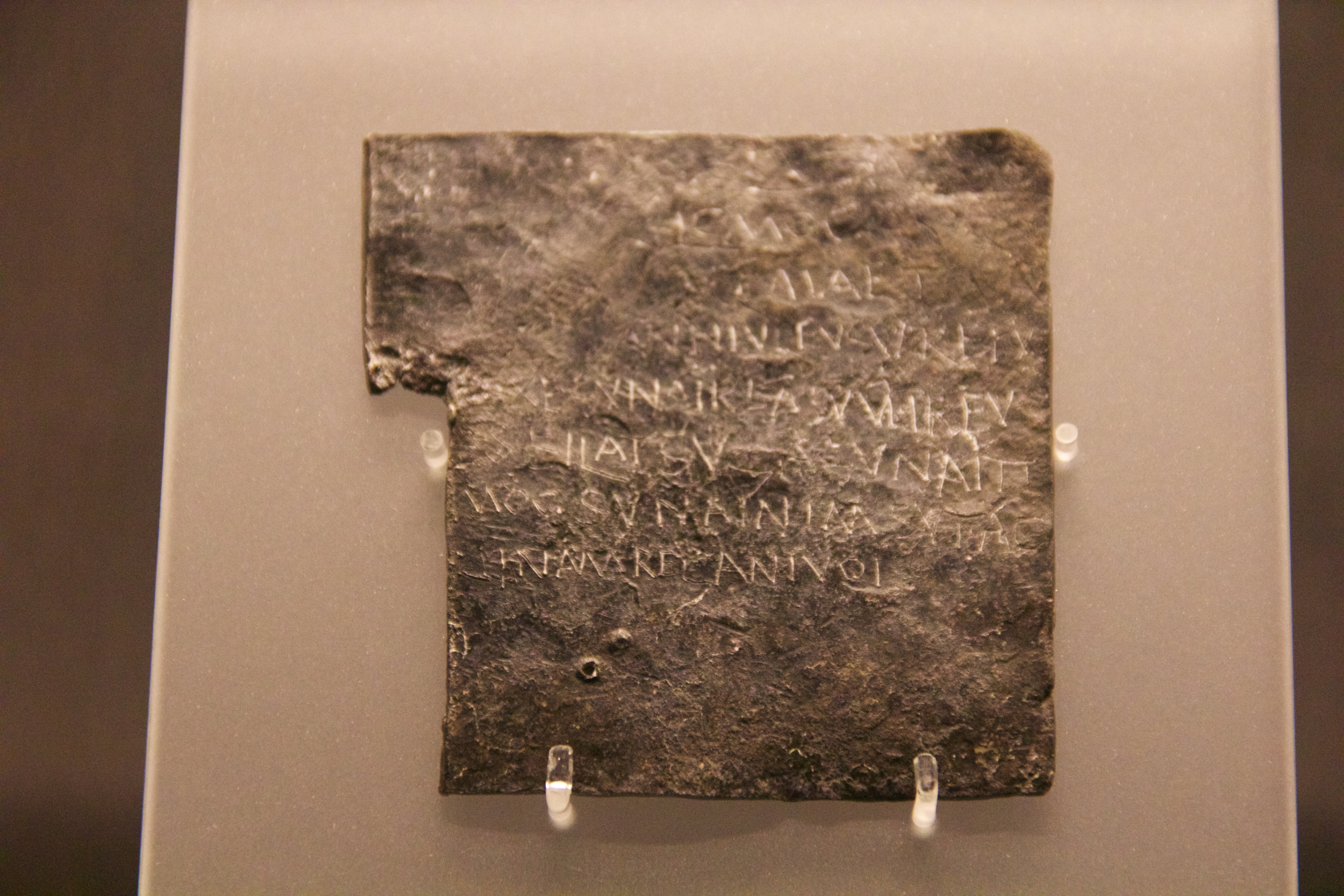
Una de les 130 tauletes de maledicció de Bath. La inscripció en llatí britànic es tradueix així: "Que aquell que em va emportar Vilbia es converteixi en líquid com l'aigua. Que aquella que la devorés tan obscenament es quedés muda"

Normalment, els textos de les tauletes de maledicció estaven dirigits als déus infernals o liminars, com Hermes, Caront, Hècate i Perséfone/Proserpina, de vegades per mediació d'una persona morta (probablement, aquella en la tomba de la qual es diposita la tauleta). No obstant això, alguns textos no invocaven els déus, sinó que es limitaven a llistar aquells que hom volia maleir, els delictes o raons que tenien per fer-ho, o les desgràcies que haurien de patir-ne les víctimes. En algunes tauletes, no hi havia res més que els noms dels maleïts, fet que fa suposar que el que va portar a terme el conjur els va maleir també oralment. Però les tauletes de maledicció no sempre contenien conjurs malignes, sinó que a voltes s'usaven per a ajudar els morts. Aquells a les tombes dels quals es dipositava una tauleta de maledicció normalment havien mort a una edat molt primerenca o de manera violenta, i se suposava que la tauleta ajudaria les llurs ànimes a descansar en pau malgrat les circumstàncies de la mort. Sovint, el llenguatge que dona context a aquests escrits està relacionat amb la justícia, ja sigui amb la llista dels delictes de la víctima amb gran detall, deixant la responsabilitat de castigar-los als déus, o mitjançant l'ús de formes indefinides ("qui sigui que cometés aquest delicte"), o condicionals ("si és culpable"), o fins i tot dins d'un futur condicional ("si alguna vegada trenca la seva paraula"). Sovint, s'hi escrivien conjurs addicionals, com "Bazagra", "Bescu" o "Berebescu", fet que sembla una temptativa de dotar la maledicció d'eficàcia sobrenatural.
Moltes de les tauletes que es van descobrir a Atenes es refereixen a judicis i maleeixen el litigant contrari, demanant ("que ell ...") no actués bé durant el judici, que oblidés les seves paraules, que se li través el discurs, etc. Altres malediccions demanen una mala vida sexual, o són escrites contra lladres, o rivals en els esports o negocis. Aquelles tauletes dirigides a lladres o criminals haurien estat de caràcter més públic i acceptable; alguns estudiosos es neguen, fins i tot, a considerar "maledicció" aquest darrer tipus de tauletes, amb textos tan "positius", i prefereixen dir-ne "peticions judicials".
S'han trobat prop de 130 tauletes de maledicció a Aquae Sulis, (l'actual localitat anglesa de Bath), un antic balneari romà on moltes malediccions estaven relacionades amb el robatori de la roba dels banyistes. Així mateix, se n'han descobert més de 80 entorn i dins de les restes d'un temple propenc dedicat a Mercuri, a West Hill, Uley, fet que converteix el sud-oest de l'illa de Gran Bretanya en un dels majors indrets per a trobar defixiones romanes.
A l'antic Egipte, els dits textos execratoris van aparèixer vora l'època de la Dinastia XII, i llistaven noms d'enemics escrits en figuretes d'argila o ceràmica que van ser aixafades i enterrades sota un edifici en construcció, o en un cementiri.

## Historiografia de les tauletes de maledicció
Quan els historiadors estudien les tauletes de maledicció tenen en compte la totalitat de la tradició màgica. Segons l'historiador Peter Green, la societat grecoromana usava la màgia per a controlar la natura. L'estudi de la tradició màgica i les tauletes de maledicció és vital per a comprendre les activitats de la societat grecoromana, perquè tots els seus membres usaven la màgia independentment de la llur classe o posició econòmica. Se n'han descobert al voltant de 1.600 tauletes, escrites sobretot en grec. D'aquestes, 220 han estat trobades a la regió de l'Àtica. Altres tauletes van ser categoritzades com a DT (defixionum tabella: tauleta de maledicció, en llatí). La majoria d'aquestes estaven escrites en diversos idiomes, tenien una paleografia complexa i eren difícils d'interpretar o llegir.
Se n'han descobert les primeres a una ciutat de Sicília anomenada Selinunte. Se'n van trobar 22, i la majoria eren de principis del segle v. Moltes de les tauletes que es van escriure durant aquest període estaven dirigides a persones a les quals denunciaven. Posteriorment, es van descobrir tauletes que s'usaven per a maleir enemics o fer conjurs d'amor. Mentre els antics grecs haurien temut el llur poder, alguns historiadors han comparat l'ús que se'n feia amb l'insult verbal a algú en l'època actual. Sembla que escrivien aquestes tauletes en un atac de ràbia, d'enveja contra un rival en els negocis o en els esports, o per l'obsessió patològica d'assolir l'amor de qui estaven enamorats.
Quan es van començar a investigar les defixio, es dubtava seriosament de si aquestes tauletes provenien realment de l'antiga Grècia o no. La majoria dels historiadors creien que la societat grega era molt sofisticada, i que la seva gent sobreposava la raó a la superstició. E. R. Dodds, professor de grec a Oxford, va ser un dels primers erudits que van començar a estudiar el tema de la màgia i la superstició en l'antiga Grècia, i d'altres com Peter Green també s'hi van sentir encuriosits. A la fi del segle xx, es van descobrir objectes que van aportar llum sobre el paper que tenia la màgia en les vides dels ciutadans grecs de totes les classes socials.
La subsecció més important d'aquest tema és la màgia eròtica, i existeix un debat sobre si era una pràctica exclusivament masculina o si ambdós sexes la practicaven per igual. John Gages, un important expert en aquest camp, hi recolza la segona opció, ja que les dones enamorades tenien menys possibilitats d'expressar les llurs emocions en la societat grega. Els erudits discuteixen sobre els possibles motius que els portaven a valer-se de la màgia eròtica, que oferia solucions per a l'amor no correspost, controlar sexualment la víctima, guanys monetaris i un major reconeixement social. Els conjurs d'amor tenien una base similar arreu del món mediterrani, que es podia reajustar segons les diferents situacions, usuaris i víctimes. Investigacions recents han demostrat que les dones usaven tauletes de maledicció per fer màgia eròtica molt més del que es pensava en un principi, encara que la majoria de les tauletes de què disposem van ser escrites per homes.
En general, s'està d'acord que la majoria de les persones usaven tauletes de maledicció per diversos motius, des de proferir malediccions fins a fer conjurs amorosos o endevinar el futur.